# 2019 TF2
 (octobre 2019).
2019 TF2 est une planète mineure du système solaire, plus précisément un astéroïde Apollon. Cet astéroïde a une orbite similaire à celle de la Terre : un demi-grand axe de 1,04 unité astronomique, tout juste supérieur à celui de la Terre, une excentricité faible de 0,08 et une faible inclinaison de 2,4 degrés.